# Liste des lauréats arabes du prix Nobel
La liste des lauréats arabes du prix Nobel illustrée ci-dessous présente les personnalités Arabes ou d'origines arabes ayant obtenu le prix Nobel dans divers domaines. 
Depuis 2011, huit prix Nobel ont été obtenus par des Arabes, soit 0,95 % des lauréats, bien que les Arabes constituent environ 4 % de la population mondiale. Cinq prix sur huit remportés par des Arabes sont des prix Nobel de la paix. 

## Prix Nobel de la paix
| Année | Photo | Récipiendaire                                           | État et fonction | Raison d'obtention | Commentaire |
| ----- | ----- | ------------------------------------------------------- | --- | --- | --- |
| 1978  |       | Mohamed Anwar Sadat (25 décembre 1918 - 6 octobre 1981) | Homme politique égyptien | Contribution aux accords et signature du traité de paix de Camp David entre l'Égypte et Israël avec le Premier ministre israélien Menahem Begin, sous la médiation du président américain Jimmy Carter . Le traité constitue le premier accord de paix entre l'Égypte et Israël, notamment concernant la Cisjordanie, la bande de Gaza et le plateau du Golan. | Le premier arabe musulman à recevoir le prix Nobel,. |
| 1994  |       | Yasser Arafat (24 août 1929 - 11 novembre 2004)         | Homme politique palestinien | Prix Nobel de la paix décerné conjointement avec Shimon Peres et Yitzhak Rabin "pour leurs efforts en vue de l'instauration de la paix au Moyen-Orient", | Le premier Palestinien à recevoir le prix Nobel,. |
| 2005  |       | Mohamed ElBaradei (né le 17 juillet 1942)               | Homme politique égyptien | Prix Nobel de la paix décerné conjointement avec l'Agence internationale de l'énergie atomique (AIEA), qu'il dirige, en reconnaissance de leurs efforts pour contenir la prolifération des armes nucléaires,. | Deuxième égyptien à recevoir le prix Nobel de la paix,. |
| 2011  |       | Tawakul Kerman (née le 7 février 1979)                  | Journaliste, fondatrice et présidente du Groupe Femmes journalistes sans chaînes, activiste des droits de l'homme yéménite de nationalité. | Prix décerné conjointement avec le président libérien Ellen Johnson Sirleaf et l'activiste libérienne Lima Gbua, pour leur engagement en faveur des droits des femmes. | La première femme arabe à recevoir le prix Nobel,. |
| 2015  |       | Quartet du dialogue national tunisien                   | Groupement d'organisations tunisiennes | Prix décerné pour la contribution au succès du processus de transition démocratique en Tunisie. | Le quartet est composé de l'Union générale tunisienne du travail, de l'Union tunisienne de l'industrie, du commerce et de l'artisanat, du Conseil de l'Ordre national des avocats de Tunisie et la Ligue tunisienne des droits de l'homme. |

## Prix Nobel de littérature
| Année | Photo | Récipiendaire                                    | État et fonction                                                    | Raison d'obtention | Commentaire                                                                                                |
| ----- | ----- | ------------------------------------------------ | ------------------------------------------------------------------- | --- | --- |
| 1988  |       | Naguib Mahfouz (11 décembre 1911 - 30 août 2006) | Romancier égyptien                                                  | Prix décerné pour l'ensemble de son œuvre. | Le premier arabe à recevoir le prix Nobel de littérature,.                                                 |
| 2021  |       | Abdulrazak Gurnah                                | Romancier tanzanien appartenant à la communauté arabe zanzibarienne | Il reçoit le prix Nobel de littérature pour son œuvre mettant en lumière le colonialisme et, selon le comité Nobel pour « son récit empathique et sans compromis des effets du colonialisme et le destin des réfugiés pris entre les cultures et les continents » | Le premier tanzanien à recevoir un prix Nobel, et le second arabe à recevoir le prix Nobel de littérature. |

## Prix Nobel de chimie
| Année | Photo | Récipiendaire                                | État et fonction                                        | Raison d'obtention                                                                                                   | Commentaire |
| ----- | ----- | -------------------------------------------- | ------------------------------------------------------- | --- | --- |
| 1990  |       | Elias James Corey (Né le 12 juillet 1928)    | Chimiste américain chrétien arabe d' origine libanaise. | Prix décerné pour ses recherches sur le développement de la théorie et de la méthodologie de la synthèse organique,. | Deuxième Arabe de descendance libanaise à recevoir le prix Nobel, il appartient à une famille de chrétiens orientaux d'origine libanaise,. |
| 1999  |       | Ahmed Zewail (26 février 1946 - 2 août 2016) | Chimiste égyptien et américain.                         | Prix décerné pour ses recherches dans le domaine des femtosecondes.                                                  | Il est le deuxième arabe à recevoir le prix Nobel de chimie,.                                                                              |
| 2023  |       | Moungi G. Bawendi (Né le 15 mars 1961)       | Chimiste tunisien, français et américain.               | Prix décerné pour ses recherches dans le domaine des boîtes quantiques                                               | |

## Prix Nobel de médecine
| Année | Photo | Récipiendaire                                  | État et fonction                         | Raison d'obtention | Commentaire |
| ----- | ----- | ---------------------------------------------- | ---------------------------------------- | --- | --- |
| 1960  |       | Peter Mdour (28 février 1915 - 2 octobre 1987) | Médecin britannique d'origine libanaise. | Prix décerné conjointement avec l'Australien Sir Frank Burnett pour leur découverte de la tolérance immunologique acquise. | Premier médecin arabe à recevoir le prix Nobel et seul lauréat du prix Nobel de médecine arabe, issu d'une famille chrétienne maronite d'origine libanaise. |